# 朴诗雨
朴詩雨（韓語：박시우，1997年2月7日—），本名朴昭英，韓國女演員。

## 演出作品

### 電視劇
- 2011年：Channel A《蔬菜店的小夥子》飾演 崔佳恩
- 2012年：KBS《順藤而上的你》飾演 尹彬忠實粉絲的女兒
- 2013年：KBS《世上哪裡都找不到的善良男人》飾演 韓在熙（幼年）
- 2013年：JTBC《她的神話》飾演 殷慶熙（幼年）
- 2014年：Toon!verse《晴天霹靂文具店2》
- 2014年：tvN《三劍客》飾演 飾演 姜玧瑞（幼年）
- 2015年：SBS《聽到傳聞》飾演 韓怡祉
- 2015年：MBC《夜行書生》飾演 譚兒
- 2017年：KBS2《魔女的法庭》飾演 孔秀雅（特別出演）
- 2018年：JTBC《迷霧》飾演 年輕時期的高惠蘭
- 2019年：Studio Dia《马马虎虎》飾演 趙夏恩
- 2020年：MBC《深夜咖啡屋1：Begins》飾演 李敏雅
- 2021年：Kick TV《人生南珠》飾演 陳南珠
- 2022年：MBC《秘密之家》飾演 金慧琳

### 網路劇
| 年份 | 頻道  | 劇名              | 角色   |
| ---- | ----- | ----------------- | ------ |
| 2023 | Wavve | 清潭國際高等學校  | 閔律熙 |
| 2025 | Wavve | 清潭國際高等學校2 | 閔律熙 |

### 電影
- 2012年：《天國的孩子們》飾演 少年時期的英恩
- 2013年：《紅色家庭》飾演 吳敏智
- 2013年：《AM 11:00》
- 2014年：《布拉芙夫人（朝鲜语：마담 뺑덕）》飾演 沈青伊

## 外部連結
- 朴诗雨的Instagram帳戶
- NAVER （页面存档备份，存于）